# Ptychosperma buabe
Ptychosperma buabe är en enhjärtbladig växtart som beskrevs av Frederick Burt Essig. Ptychosperma buabe ingår i släktet Ptychosperma och familjen Arecaceae.
Artens utbredningsområde är Papua Nya Guinea. Inga underarter finns listade i Catalogue of Life.